# Hong Kong nos Jogos Olímpicos de Inverno de 2002
Hong Kong participou dos Jogos Olímpicos de Inverno de 2002 em Salt Lake City, nos Estados Unidos. O país fez sua estreia em Jogos Olímpicos de Inverno, sem conquistar nenhuma medalha.